# Kim 2
Kim 2 é um aglomerado globular distante. Foi descoberto por Dongwon Kim do Milky Stromlo Milky Way Satellite Survey gerido pela Universidade Nacional da Austrália usando imagens do telescópio SkyMapper. Por ser tão fraco foi necessário ser examinado por telescópios mais poderosos, como os que estão no Observatório Interamericano de Cerro Tololo. É possivelmente o núcleo de uma galáxia anã que foi engolido pela Via Láctea. Este aglomerado é incomum, pois tem muito menos estrelas do que a maioria dos aglomerados globulares. Kim 2 possui um índice mais elevado de metais do que a maioria dos outros aglomerados globulares exteriores, sugerindo que se formou mais tardiamente.